# Pistoria fracta
Pistoria fracta är en fjärilsart som beskrevs av Tite 1962. Pistoria fracta ingår i släktet Pistoria och familjen juvelvingar. Inga underarter finns listade i Catalogue of Life.